# Фукуда-Парр, Сакико
Сакико Фукуда-Парр (яп. サキコ・フクダ・パー、福田 咲子, англ. Sakiko Fukuda-Parr, родилась в Токио, Япония 1950 года) — японская экономистка, профессор Новой школы управления и городской политики имени Роберта Милано.

## Биография
В детстве много переезжала в связи с долгосрочными командировками отца, работника министерства финансов.
Получила степень бакалавра по социальным и политическим наукам Кембриджского университета, степень магистра в Флетчерской школе права и дипломатии Университета Тафтса и в Университете Сассекса.
В период 1973—1974 гг. принимала участие в программе молодых специалистов Всемирного банка.
В период 1974—1975 гг. кредитный специалист, а в период 1976—1979 гг. экономист отдела аграрных проектов во Всемирном банке.
В период 1979—1985 гг. технический консультант по сельскому хозяйству в Бюро политики, программ и оценки ПРООН.
В период 1985—1987 гг. заместитель постоянного представителя ПРООН в Бурунди, в период 1987—1991 гг. главный экономист и заместитель директора, а в период 1992—1994 гг. руководитель отдела Западной Африке регионального бюро по Африки ПРООН.
В период 1995—2004 гг. директор «Доклада о развитии человека», ПРООН.
В период 2004—2006 гг. научный сотрудник Белферского центра науки, технологии и международным делам Гарвардского института государственного управления им. Джона Ф. Кеннеди, в период 2005—2014 гг. член правления «Center for Economic and Social Rights».
Сакико в настоящий момент является:
- профессором, руководителем кафедры развития концентрации с 2006 года, а в период 2009—2010 гг. была заместителем декана по учебной работе Новой школы управления и городской политики имени Роберта Милано
- членом совета директоров Центра исследований по вопросам мира и развития Католического университета г. Левин с 2011 года
- приглашенным профессором кафедры социального развития Университета Кейптауна в Южной Америки с 2012 года
- заместителем председателя Комитета по политике в области развития Экономического и социального Совета ООН
- членом правления Международной ассоциации феминисткой экономики
- председателем правления «Knowledge Ecology International»
- членом редакционной коллегии журнала «Феминистская экономика», журнала «Journal of Human Development and Capabilities» и «Development».

Она замужем за Франциском Парром и является матерью двоих детей, Николаса и Генри.

## Основные идеи
- Сакико подчёркивает отсутствие социального равенства в международном масштабе. Неравенство существуют в сфере образования, распределения ресурсов, гендерных прав и доходов. Несмотря на такое неравенство, Сакико остается оптимистом в социальных и экономических перемен, что неоднократно отмечала в своих работах.
- Сакико призывает государство содействовать демократизации в силу большей социальной справедливостью и борьбе с нищетой в рамках коллективной безопасности.